# Hohenhausen (Wangersen)
Hohenhausen (plattdeutsch Hogenhusen) ist eine Ortschaft von Wangersen in der Gemeinde Ahlerstedt im Landkreis Stade (Niedersachsen).

## Geschichte

### Regionale Zugehörigkeit
In der Franzosenzeit von 1810 bis 1814 hat Hohenhausen zur Mairie Bevern im Kanton Zeven gehört und war ab 1811 Teil des Französischen Kaiserreichs; vorher hatte es zum Königreich Westphalen gehört.
Vor 1885 gehörte Hohenhausen zum Amt Harsefeld, nach 1885 zum Kreis Stade und seit 1932 zum heutigen Landkreis Stade.
Als Ortsteil von Wangersen wurde Hohenhausen im Zuge der Gemeindereform in Niedersachsen zum 1. Juli 1972 nach Ahlerstedt eingemeindet.

### Kirche
Hohenhausen ist evangelisch-lutherisch geprägt und gehört zum Kirchspiel der Kirche Ahlerstedt.
Vor Ort gibt es einen kleinen Friedhof.

### Einwohnerzahlen
| Jahr | Einwohner          |
| ---- | ------------------ |
| 1824 | 2 Feuerstellen     |
| 1871 | 27 Leute, 4 Häuser |

## Verkehr und Infrastruktur

### Verkehr
Die Nebenstraße, die durch Hohenhausen führt, läuft im Nordwesten nach Wangersen und im Südosten zur Kreisstraße 134 bei Klein Ippensen. Nach Nordosten führt eine kleine Straße nach Klein Wangersen.
Der nächste Autobahnanschluss besteht in Sittensen an die Bundesautobahn 1.
Der nächste Bahnhof liegt ca. 13 Kilometer entfernt im Norden in Harsefeld an der Bahnstrecke Bremerhaven–Buxtehude.